# Burg Alt-Bartenstein
Die Burg Alt-Bartenstein ist eine abgegangene Spornburg auf dem Bergsporn bei 452 m ü. NN zwischen dessen östlichen Zuläufen Kalkofenbach und Riedbach zum etwas über 30 m unter der Anlage vorbeifließenden Eselsbach. Sie liegt knapp einen Kilometer südwestlich der Ortsmitte des Stadtteiles Riedbach der Stadt Schrozberg im Landkreis Schwäbisch Hall in Baden-Württemberg.
Die Burg wurde im 12. bis 13. Jahrhundert erbaut und ist im 14. bis 15. Jahrhundert verfallen. Die kleine Burganlage war auf drei Seiten von Wällen und Gräben umgeben, von denen noch Reste zu sehen sind.